# Glochidion cordatum
Glochidion cordatum är en emblikaväxtart som beskrevs av Berthold Carl Seemann och Johannes Müller Argoviensis. Glochidion cordatum ingår i släktet Glochidion och familjen emblikaväxter.
Artens utbredningsområde är Fiji. Inga underarter finns listade i Catalogue of Life.